# Bleptina pudesta
Bleptina pudesta là một loài bướm đêm trong họ Noctuidae.